# ジェニア・グルベニコフ
ジェニア・グルベニコフ（フランス語: Jenia Grebennikov, 1990年8月13日 - ）は、フランスの男子バレーボール選手。

## 来歴
2014年、世界選手権でフランス代表の躍進に貢献し、自身もベストリベロを受賞した。2015年も欧州選手権優勝に貢献。以降も国際大会などで活躍し、ベストリベロ賞を多く受賞する。
2021年、2020年東京オリンピックで金メダルを獲得し、ここでもドリームチームのベストリベロとなった。

## 球歴
- フランス代表
  - オリンピック - 2016リオデジャネイロ、2020東京、2024パリ
  - 世界選手権 - 2014年、2018年
  - 欧州選手権 - 2011年、2013年、2015年、2017年、2019年、2021年
  - ネーションズリーグ - 2018年-

## 所属クラブ
- レンヌ・バレー (fr) （2008-2013年）
- VfBフリードリヒスハーフェン（2013-2015年）
- ASバレー・ルーベ（2015-2018年）
- トレンティーノ・バレー（2018-2020年）
- モデナ・バレー（2020-2021年）
- VCゼニト・サンクトペテルブルク (en) （2021年-）

## 受賞歴
- 2014年 - 2014年バレーボール男子世界選手権 - ベストリベロ
- 2016年 - 2015-16 CEVチャンピオンズリーグ - ベストリベロ
- 2016年 - ワールドリーグ - ベストリベロ
- 2017年 - 2016-17 CEVチャンピオンズリーグ - ベストリベロ
- 2017年 - 世界クラブ選手権 - ベストリベロ
- 2018年 - 2017-18 CEVチャンピオンズリーグ - ベストリベロ
- 2018年 - ネーションズリーグ - ベストリベロ
- 2018年 - 世界クラブ選手権 - ベストリベロ
- 2021年 - 2020東京オリンピック - ベストリベロ
- 2022年 - ネーションズリーグ - ベストリベロ